# Heinrich Happe (Politiker, 1886)
Heinrich Happe (* 22. März 1886 in Gehrden; † 25. Juni 1970 in Peckelsheim) war ein deutscher Kommunalpolitiker und Landrat (Zentrum und CWG).

## Leben und Beruf
Nach dem Besuch der Volksschule war er in der elterlichen Landwirtschaft tätig. Einer Ausbildung in Frankfurt/Main schlossen sich Tätigkeiten als Gutsbesitzer, Versandleiter einer Brotfabrik, in einer Kalkbrennerei und als selbstständiger Landwirt an. Von 1915 bis 1918 leistete er den Kriegsdienst. 
Er war verheiratet und hatte drei Kinder.

## Abgeordneter
Dem Kreistag des ehemaligen Kreises Warburg gehörte er von 1948 bis 1964 an. 
Außerdem war er Mitglied im Rat der Stadt Peckelsheim. 

## Öffentliche Ämter
Happe war vom 1. Dezember 1952 bis zum 13. November 1956 Landrat des Kreises Warburg.
Von 1948 bis 1964 war er Bürgermeister in Peckelsheim.

## Auszeichnungen
1966 wurde Happe das Bundesverdienstkreuz am Bande verliehen.